# Rocky II
Rocky II è un film del 1979 scritto, diretto e interpretato da Sylvester Stallone.
La pellicola è la seconda in ordine di produzione della saga di Rocky ideata da Stallone.
Il film vede Rocky che, dopo il match contro Apollo Creed nel primo film, decide di appendere i guantoni al chiodo. Tuttavia, ferito nell'orgoglio e desideroso di risollevare le sorti economiche della sua famiglia, lo Stallone italiano accetta di ritornare sul ring per la rivincita contro Creed. Stallone cominciò a pensare al film dopo il successo del primo Rocky, decidendo stavolta, dopo aver diretto Taverna Paradiso (1978), di occuparsi anche della regia.
Il film, uscito il 15 giugno 1979 in patria e il 14 settembre successivo in Italia, è stato un successo di pubblico e, con un incasso di 200 milioni di dollari in tutto il mondo, è entrato nel novero dei più redditizi film di pugilato al botteghino.

## Trama
Filadelfia, 1976.
Dopo l'incontro mondiale con Apollo Creed, nel quale ha perso ai punti, Rocky Balboa decide di ritirarsi dal pugilato in seguito a un problema all'occhio destro riportato dopo l'incontro stesso. Sposatosi finalmente con Adriana e con un figlio in arrivo, lo Stallone italiano non bada a spese per la propria famiglia e con il denaro vinto dal match contro Creed acquista fra le altre cose un'auto sportiva, tre orologi lussuosi, abiti nuovi e una nuova casa a Philadelphia. Ben presto il denaro comincia a scarseggiare e sia Rocky che Adriana sono costretti a trovare lavoro. Mentre Adriana decide di tornare al negozio di animali nonostante la gravidanza, Rocky prova prima con la pubblicità, con scarsi risultati dovuti sia ai problemi di vista che alla sua scarsa istruzione che non gli fa leggere bene i copioni, poi al mattatoio dove lavorava il cognato Paulie e infine alla palestra di Mickey, dove subisce le umiliazioni da parte degli altri pugili. La nostalgia del ring e la fatica a farsi una vita lontano da esso abbattono molto Balboa, che inizia a deprimersi.
Intanto Apollo, tornato a Los Angeles, subisce critiche da parte dei tifosi i quali lo accusano di aver truccato il match contro Balboa e di non aver dato il massimo contro l'avversario. Apollo, conscio di aver dato tutto contro lo Stallone italiano e intimorito dall'idea di non essere più il migliore, decide di organizzare la rivincita ritenendo che Rocky sia stato solo fortunato. Il campione, pur di spronare Rocky a tornare sul ring, inizia a provocarlo tramite i giornali e la televisione. Tutto ciò ferisce ulteriormente nell'orgoglio Rocky che, supportato da Mickey nonostante questi sia preoccupato per le condizioni del suo occhio ma non da Adriana, accetta di tornare sul ring per la rivincita contro il campione. Gli allenamenti, tuttavia, non cominciano nel migliore dei modi: Adriana è in gran pena per la salute di Rocky e non ne accetta la decisione di tornare a combattere. Ciò influenza molto il pugile che, sentendosi in colpa per le preoccupazioni date a sua moglie, non si allena a dovere. Mickey cerca invano di spronarlo più volte, mentre Paulie decide invece di affrontare la sorella incolpandola del malessere di Rocky; i due hanno un'accesa discussione durante la quale Adriana viene improvvisamente colta da un malore e ricoverata. Arrivato in ospedale, Rocky scopre che la moglie ha partorito un maschio, ma è entrata in coma a causa di complicazioni causate dal troppo lavoro. Il pugile, ormai disinteressato all'incontro con Creed, veglia giorno e notte al capezzale della moglie, sempre sostenuto da Paulie e Mickey. Dopo alcuni giorni Adriana si sveglia dal coma e può ammirare insieme a Rocky il loro bambino; di comune accordo decidono di chiamare il bambino come il padre ossia  Rocky Jr.. 
Quando Rocky le dice che se necessario si accontenterà di trovare altro per mantenere la famiglia, la ragazza chiede al marito di vincere l'incontro per lei.
Questo riaccende l'energia di Rocky: allenatosi seriamente e duramente con Mickey, che lo addestra ad usare il destro (Rocky è mancino) per proteggersi l'occhio malandato e allo stesso tempo sorprendere l'avversario, lo Stallone italiano arriva carico alla sfida con Creed, stavolta sostenuto dall'intera città di Philadelphia. Come nel primo match, Rocky riesce ad arrivare fino al 15º e ultimo round, ma questa volta Apollo, determinato a vincere in modo incontestabile, chiude a suo favore quasi tutti i round, arrivando alla fine nettamente in vantaggio ai punti. All'ultima ripresa, dopo un incredibile scambio di colpi, sia Rocky che Creed vanno al tappeto contemporaneamente, ma il primo riesce a rialzarsi prima dello scadere del tempo e soprattutto prima di Creed, diventando il nuovo campione del mondo, ringraziando l'avversario per il grande incontro e dedicando la vittoria ad Adriana che, ancora convalescente, lo segue da casa.

## Produzione
Visto il grande successo ottenuto da Rocky, i dirigenti della United Artists, insieme ai produttori Winkler e Chartoff, decisero di sfruttarne la fama e realizzarne un seguito. Sylvester Stallone venne subito contattato e incaricato di scrivere la sceneggiatura. Egli accettò di mettersi al lavoro a patto che la United gli garantisse un cospicuo assegno: 1 milione di dollari e il 5% degli incassi. Mike Medavoy, l'allora presidente della United, respinse questa richiesta e la lavorazione di Rocky II frenò bruscamente sul nascere.
Dopo alcuni mesi, però, i capi della United Artist abbandonarono la casa di produzione per fondare la Orion Pictures. Il nuovo gruppo dirigente della United andò incontro alla richiesta di Stallone e strinse con quest'ultimo un accordo per Rocky II. Stallone, dunque, si mise al lavoro per scrivere la storia, mentre la produzione cominciò a coinvolgere tutto il cast, artistico e tecnico, del primo Rocky.

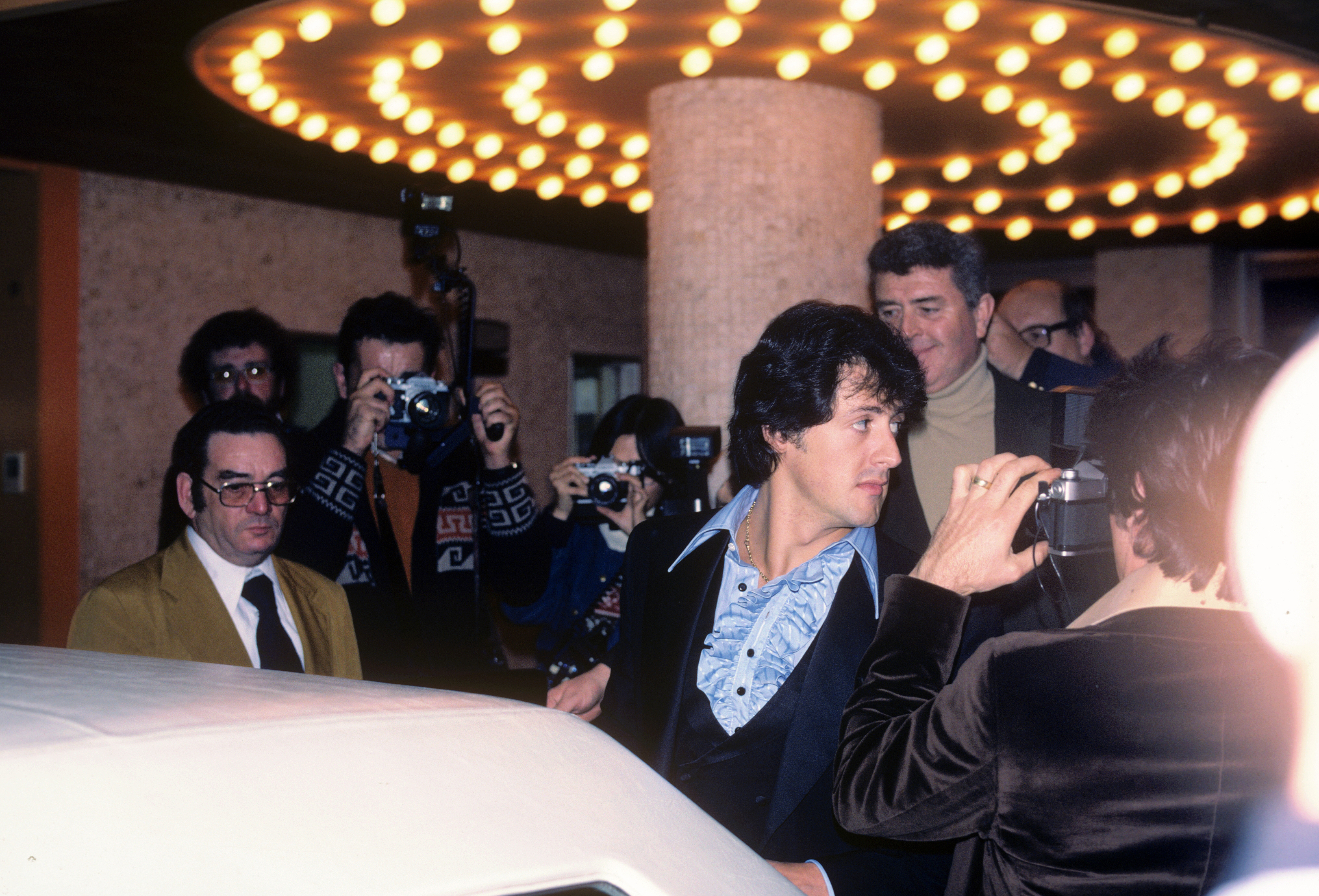
Stallone (qui alla première di F.I.S.T. nel 1978) decise di cimentarsi nella regia di Rocky II, dopo aver diretto Taverna Paradiso nel 1979

### Regia
John Avildsen aveva diretto il primo Rocky e, proprio per quest'ultimo film, aveva vinto l'Oscar al miglior regista. Era dunque ritenuto la persona più adatta per dirigere Rocky II. Tuttavia, quando i produttori lo contattarono per offrirgli l'incarico, Avildsen dovette declinare, poiché impegnato nelle riprese La febbre del sabato sera (1977). A questo punto si fece avanti Stallone che dichiarò di essere disponibile a rimpiazzare Avildsen. L'attore e sceneggiatore si era già cimentato poco tempo prima nella regia di Taverna Paradiso (1979), riscuotendo però scarso successo. I produttori Winkler e Chartoff sapevano bene quanto Stallone fosse stato determinante ed essenziale nella realizzazione del primo Rocky e, sfidando lo scetticismo generale, decisero di affidargli la regia.

### Sceneggiatura
Intervistato dal New York Times, sulla scia del successo di Rocky, Stallone parlò della storia che aveva in mente per un eventuale sequel. Egli pensava di incentrare la pellicola su Rocky che, dopo aver frequentato la scuola serale, decideva di entrare in politica, diventando addirittura sindaco di Philadelphia. Durante la stessa intervista, l'attore e sceneggiatore ipotizzò anche di un terzo film nel quale Rocky lasciava la politica per ritornare al pugilato.
Dopo che Rocky II entrò in pre-produzione, Stallone abbandonò questa trama a favore di una più vicina al film originale. Come aveva fatto con il primo Rocky, Stallone incorporò elementi biografici della sua vita anche in Rocky II. In particolare, l'attore usò come elemento centrale della trama il concetto di come gli eroi del passato possano essere subito dimenticati in futuro. Stallone, infatti, aveva sperimentato questa sensazione sulla sua pelle: dopo il grande successo di Rocky, infatti, l'attore italo americano rimediò solo insuccessi, prima con Taverna Paradiso e poi con F.I.S.T. (1978). In Rocky II, la caduta dell'eroe si manifesta allorquando Rocky comincia ad essere dimenticato dal pubblico dopo solo pochi mesi dal primo match contro Apollo.
Stallone scrisse diverse bozze per la sceneggiatura. In una era previsto che Rocky fosse eletto al Senato degli Stati Uniti d'America, in un'altra che la rivincita tra Creed e lo Stallone Italiano si consumasse in un ring costruito all'interno del Colosseo, a Roma. In Rocky II, Stallone volle omaggiare Chuck Wepner, ovvero il pugile che aveva ispirato Stallone nella scrittura del personaggio di Rocky. Stallone assunse Wepner per fargli interpretare il personaggio di Chink Weber, ma il boxeur offrì un'interpretazione talmente deludente da convincere la produzione a licenziarlo e a tagliare il suo personaggio dal film. Stallone riutilizzò allora il nome Chink Weber per la sceneggiatura del film Sorvegliato speciale (1989), e affidò la parte a Sonny Landham.

### Riprese
Le riprese del film si svolsero interamente a Philadelphia nelle stesse location utilizzate per il primo film. Tuttavia, un po' com'era accaduto nel primo Rocky, anche questa volta la troupe dovette far fronte a diversi problemi. Il più grave fu sicuramente l'infortunio di Sylvester Stallone. Poco prima di girare la scena di combattimento, un peso di 100 kg cadde sul petto dell'attore, regista e sceneggiatore, causandogli lo strappo del muscolo pettorale destro. Il muscolo venne ricucito con un filo di nylon, motivo per cui nelle inquadrature successive le vene dell'attore risultarono più evidenti. Dopo l'incidente, Stallone modificò il copione e decise di far combattere Rocky solo con la mano destra (come è risaputo, Rocky è invece un mancino). Ci vollero ben otto mesi di lavoro al montaggio per arrivare a un editing del combattimento finale che convincesse Stallone.
Durante le riprese della rivincita tra Rocky e Apollo, Talia Shire non era disponibile poiché impegnata sul set di un'altra pellicola: Old Boyfriends - Il compagno di scuola (1979). Stallone, dunque, fu costretto a rimaneggiare la sceneggiatura, lasciando il personaggio di Adriana a casa a guardare il match in televisione. Le scene della Shire furono girate solo alcuni mesi dopo.
Oltre 800 bambini delle scuole locali furono utilizzati come comparse nella corsa sulle scale del Museum of Art.

## Colonna sonora
Bill Conti tornò a comporre la colonna sonora per Rocky II dopo il primo Rocky. Rispetto al primo Rocky, il ritornello della canzone Gonna Fly Now venne cantata da un coro di bambini (durante la corsa verso il Museum of Art, infatti, il protagonista è seguito proprio da una folla di bambini). La colonna sonora di Rocky II uscì il 25 agosto 1979 e rimase per cinque settimane nella Billboard 200, la classifica dei 200 nuovi album discografici e EP più venduti negli Stati Uniti.

### Tracce
1. Redemption – 2:34
2. Gonna Fly Now – 2:35
3. Conquest – 4:42
4. Vigil – 6:31
5. All of My Life – 3:56
6. Overture – 8:38
7. Two Kinds of Love – 2:37
8. All of my Life – 2:27

## Distribuzione
La pellicola è stata distribuita nelle sale cinematografiche a partire dal giugno 1979.

### Data di uscita
Le date di uscita cinematografiche internazionali del film furono::
- 15 giugno 1979 negli Stati Uniti (Rocky II)[11]
- 14 settembre 1979 in Italia[12]
- 15 settembre 1979 in Giappone (ロッキー2)
- 1º novembre 1979 in Australia (Rocky II)
- 15 novembre 1979 in Argentina (Rocky II)[13]
- 6 dicembre 1979 in Spagna (Rocky II)
- 20 dicembre 1979 in Messico (Rocky II) e in Portogallo (Rocky II)
- 21 dicembre 1979 in Svezia (Rocky II)
- 22 dicembre 1979 in Brasile (Rocky II)
- 26 dicembre 1979 in Norvegia (Rocky II)
- 25 gennaio 1980 in Finlandia (Rocky II)
- 31 gennaio 1980 nei Paesi Bassi (Rocky II)
- 6 febbraio 1980 in Francia (Rocky II)[14]
- 28 febbraio 1980 in Germania Ovest (Rocky II)[15]

### Divieto
Il film venne vietato ai minori di 12 anni in Brasile, Islanda, Corea del Sud e Germania Ovest, ai minori di 13 in Argentina, ai minori di 14 in Perù, ai minori di 15 in Norvegia e Svezia e ai minori di 16 in Finlandia. La pellicola venne valutata G (General Audience), ovvero film per tutti, nel Québec, in Italia (T), e in Messico (A), mentre in Australia, Manitoba, Alberta, Singapore, Regno Unito, e Stati Uniti d'America, venne classificata con la sigla PG (parents cautioned suggested), ovvero che bambini potevano guardare il film solo alla presenza di un adulto.

### Edizione italiana
Il doppiaggio italiano del film fu eseguito dalla C.D. e diretto da Renato Izzo su dialoghi di Alberto Piferi. Il cast vocale fu completamente cambiato rispetto al film precedente.

## Accoglienza

### Incassi
Rocky II, durante il weekend d'apertura nei cinema statunitensi, incassò 6.390.537 $. Chiuse la sua corsa al botteghino nazionale con 85.182.160 $ e, complessivamente in tutto il mondo, 200.182.160 $, affermandosi come uno dei film di maggior successo del 1979.
Con i suoi 200 milioni di dollari d'incasso, Rocky II si posizionò al secondo posto tra i film più remunerativi del 1979 negli Stati Uniti (battuto dai 106.260.000 $ di Kramer contro Kramer) e nel mondo (battuto dai 210.308.099 $ di Agente 007 - Moonraker - Operazione spazio).

### Critica
Alla sua uscita, Rocky II ottenne buone recensioni dalla stampa statunitense. Il sito Rotten Tomatoes ha riportato che il 73% delle 34 recensioni professionali ha dato un giudizio positivo sul film, con una media di voto di 6,73 su 10. Su Metacritic il film ha avuto un punteggio di 61 su 100 in base a 9 recensioni.

## Riconoscimenti
- 1980 - People's Choice Awards
  - Miglior film
- 1980 - American Movie Awards[24]
  - Miglior film
- 2009 - Satellite Award
  - Candidatura per il miglior Blu-Ray nel complessivo (insieme a tutti i film della saga per il cofanetto)[25]

## Finale alternativo
Esiste un finale alternativo inedito, di cui si hanno prove da alcune foto sparse su internet, in cui Adriana alla fine del combattimento festeggia insieme a Rocky allo Spectrum, quindi si presume che ella abbia assistito al combattimento non da casa ma proprio allo stadio.